# Hofanlage Königshof 1
Die Hofanlage Königshof 1 in der niedersächsischen Stadt Visselhövede, Ortsteil Bleckwedel, wurde im 19. Jahrhundert gebaut. Aktuell (2025) wird sie zum Wohnen und landwirtschaftlich genutzt.
Die Gebäude stehen unter Denkmalschutz (siehe auch Liste der Baudenkmale in Visselhövede).

## Geschichte und Beschreibung
Visselhövede wurde 1258 erstmals erwähnt. Bleckwedel, 7 km südwestlich vom Kernort, gehört zur heutigen Kleinstadt Visselhövede im Landkreis Rotenburg (Wümme).
Die Hofanlage mit altem Baumbestand und umgeben von einem Wald an der Lehrde besteht aus
- dem eingeschossigen giebelständigen Wohn- und Wirtschaftsgebäude von um 1700 als Zweiständer-Hallenhaus, in Fachwerk mit Steinausfachungen, ziegelgedecktem Krüppelwalmdach, Niedersachsengiebel mit Uhlenloch, Pferdeköpfen und der Grooten Door mit Korbbogen, das Innengerüst blieb erhalten, sowie mit massivem südlichen Backsteinanbau mit Satteldach von um 1900,[2]
- der giebelständigen Scheune aus der ersten Hälfte des 18. Jahrhunderts in Fachwerk mit Stein- und Bohlenausfachung, auf verzierten Knaggen vorkragendem ziegelgedeckten Krüppelwalmdach, Uhlenloch und Längseinfahrt.[3]
- und dem historischen Hofpflaster aus Lesesteinen von der Einfahrt bis zu den Bauten.

Das Landesdenkmalamt befand u. a.: „… ortsgeschichtlicher, gebäudetypischer, orts-, landschafts- und hofbildprägender Zeugniswert ….“